# 항해법
항해법(Navigation Acts)은 1651년부터 1673년까지 식민지에서의 중상주의(mercantilism)를 강화하기 위해 잉글랜드 의회가 1651년부터 1673년까지 아홉 차례에 걸쳐 개정하고, 보강한 법이다. 이 법은 잉글랜드의 무역을 잉글랜드의 배로 한정시킨 법이다. 따라서 전시에도 충분한 배를 확보할 수 있고, 중상주의를 통해 보호무역주의의 형태를 만들게 되었다.

## 개요
1381년, 1485년, 1540년의 항해 조례는 해운 활성화와 해상 방어 강화에 역점을 둔 법안이었다. 1381년에 제정된 조례는 영국 소유의 선박이 당시엔 충분하지 못했기 때문에, 활성화 되지 못했다. 1540년 법 제정 때에는 영국의 무역상은 크고 불편한 잉글랜드 배보다 작고 기동성이 뛰어난 네덜란드 선박이 주로 이용되고 있던 시기였다.
1651년 항해 조례는 올리버 크롬웰이 실권을 잡고 있던 잉글랜드 공화국의 의회에 의해 통과된 공화국 정부가 공포한 조례로 네덜란드 상인에 의한 중계 무역의 제거가 목적이었다. 영국-네덜란드 전쟁의 계기가 되기도 하였지만, 또한 영국 상업 혁명을 가져왔다.
명문화되지는 않았지만, 또한 프랑스와 당시 중계 무역의 주역이었던 네덜란드의 제거가 목적인지는 분명하지는 않지만, 이 법안의 초안자, 지지자도 그것을 노리고 있었다고 한다. 항해 조례의 제정을 추진 · 지원한 자에 대해, 네덜란드 상인에 대항하고 있던 영국 무역 상인 (특히 특권에서 배제되어 있었던 밀무역상)의 존재가 지적되고 있다.

## 배경
항해 조례를 제정할 수 밖에 없었던 원인은 팔십 년 전쟁으로 인해 영국 무역이 크게 감소했기 때문이다. 동시에 스페인 제국과 네덜란드 공화국 사이에 중지된 통상이 1647년에 끝나 중계 무역항 암스테르담을 중심으로 네덜란드가 다른 나라와 경쟁할 수 있는 유일한 잇점이 되었다. 그 후, 몇 년 동안 잉글랜드의 상인은 이베리아반도와 지중해 지역, 레반트의 무역에서 네덜란드에게 압도당했다. 잉글랜드 식민지와의 무역조차도 (당시 청교도 혁명의 마지막 단계에 해당되어 있고, 잉글랜드 공화국이 식민지에 대해 아직 권위를 가지고 있지 못했고, 일부 왕당파의 세력 하에 있었다) 잉글랜드는 무역면에서 네덜란드 독점 상태를 당했다. 직접 무역도, 레반트, 지중해, 그리고 스페인 제국과 포르투갈 제국에서 상품이 단번에 밀려 왔기 때문에 고전하고 있었으며, 그리고 서인도 제도와의 무역도 네덜란드 화물선이 널리 사용되었기 때문에 네덜란드의 수익이 되었다.
1649년 원래보다 경제 상황이 좋지 않았던 잉글랜드는 대출금의 안전성을 높이기 위해, 장기의회가 교회와 왕실 및 왕당파의 영지를 몰수했다. 그래도 재정은 부족했고, 의회는 군대의 감축을 요구하기에 이르렀다. 이에 반발한 군은 장기의회를 해산하고 총선거를 요구했다. 이후 국정 혼란을 거쳐 크롬웰의 호국단 취임으로 연결되어 새로 베어본 의회라는 의회가 탄생했다.
잉글랜드와 스코틀랜드는 이러한 원치 않는 수입에 관여하지 않는 것이 아무래도 정답 같았다. 잉글랜드가 선례로 한 것은 그린랜드 컴퍼니가 1645년에 자사의 선박 이외의 화물선에서 고래 제품 수입을 금지한 조례였다. 1648년에는 레반트 회사가 의회에 터키 상품을, 네덜란드와 다른 나라를 통하지 않고 생산지에서 직접 영국으로 수입해 달라는 청원을 했다. 발트해 연안 국가들과 무역을 하는 상인들도 이에 편승하여 1650년에는 상설 무역위원회(Standing Council for Trade)와 잉글랜드 공화국 국무위원회는 지중해와 식민지의 물품을 네덜란드 상선을 통해 영국으로 수입하는 것을 방지하는 종합법안을 입안했다.

## 1651년 항해 조례(제1차 항해 조례). 문어
1651년 올리버 크롬웰의 지휘 아래 국회에서 첫 항해 조례 법안이 통과되었다. 이 법안은 영국의 식민지 무역의 이권을 지키기 위해, 그리고 급성장하는 네덜란드 해양 무역으로부터 영국의 산업을 보호할 목적이 있었다. 그 조건은 다음과 같다.
- 오직 잉글랜드 혹은 식민지 배만 영국 식민지로 상품을 옮길 수 있다.[1]
- 잉글랜드 인(식민지 주민 포함) 선원이 최소한 절반 이상을 차지해야 한다.[8]
- 담배와 설탕, 직물은 오직 잉글랜드로만 팔 수 있다.
- 식민지로 향하는 모든 상품은 잉글랜드를 거쳐야 하며 수입관세를 내야한다.

영국은 거주지가 아닌 국적을 중시했기 때문에 잉글랜드 식민지의 주민들은 식민지 간의 무역을 할 수 있었다. 또한 잉글랜드 령 아시아와 아프리카의 물품은 브리튼 제도와 북아메리카의 13개 식민지에만 보낼 수 있었다. 반대로, 서인도 제도와 13개 식민지에서 외국 선박으로 외국에 수출할 유럽 국가의 수출품은 잉글랜드 배로 운송하거나 생산국 배로 운송을 해야 했다.
이 조례는 특히 네덜란드로 대상을 압축했다. 원래 당시 같은 개신교 공화국으로 우호 관계에 있었던 네덜란드와의 관계가 30년 전쟁으로 네덜란드가 스페인의 영지와 시장의 많은 물건을 두고 잉글랜드와 경쟁을 하게 되었다. 네덜란드는 유럽 각국 간 무역의 대부분과 잉글랜드의 연안 무역을 다수 주도하고 있었다. 이 조례에 의해 네덜란드는 필수적인 잉글랜드와의 무역에서 배척되었다. 네덜란드 경제는 경쟁력이 있었고, 잉글랜드와 조례 시행 후에도 양국 간의 거래는 이루어지고 있었다. 그러나 이 조례에 의해 네덜란드의 상업에 의존하고 있던 중계 무역은 무력화되었고, 네덜란드 배는 네덜란드 수출품(주로 유제품)을 영국과 식민지에 보내는 것만 허용되었다. 게다가 이러한 무역에서 발생하는 수익은 네덜란드의 무역 전체 매출에서 무시할 정도 밖에 되지 않았다. 항해 조례는 종종 제1차 영국-네덜란드 전쟁의 주요 원인이라고 하지만, 조례 자체는 잉글랜드의 대대적인 외교 정책의 한 부분에 지나지 않았다. 그 정책에 따라 올리버 세인트 존과 월터 스트릭랜드는 영국과 네덜란드 동맹을 협상했지만, 실패로 돌아갔고 세인트 존은 협상에서 창피를 당하게 된 것에 대한 보복으로 이 조례를 추진하였다.

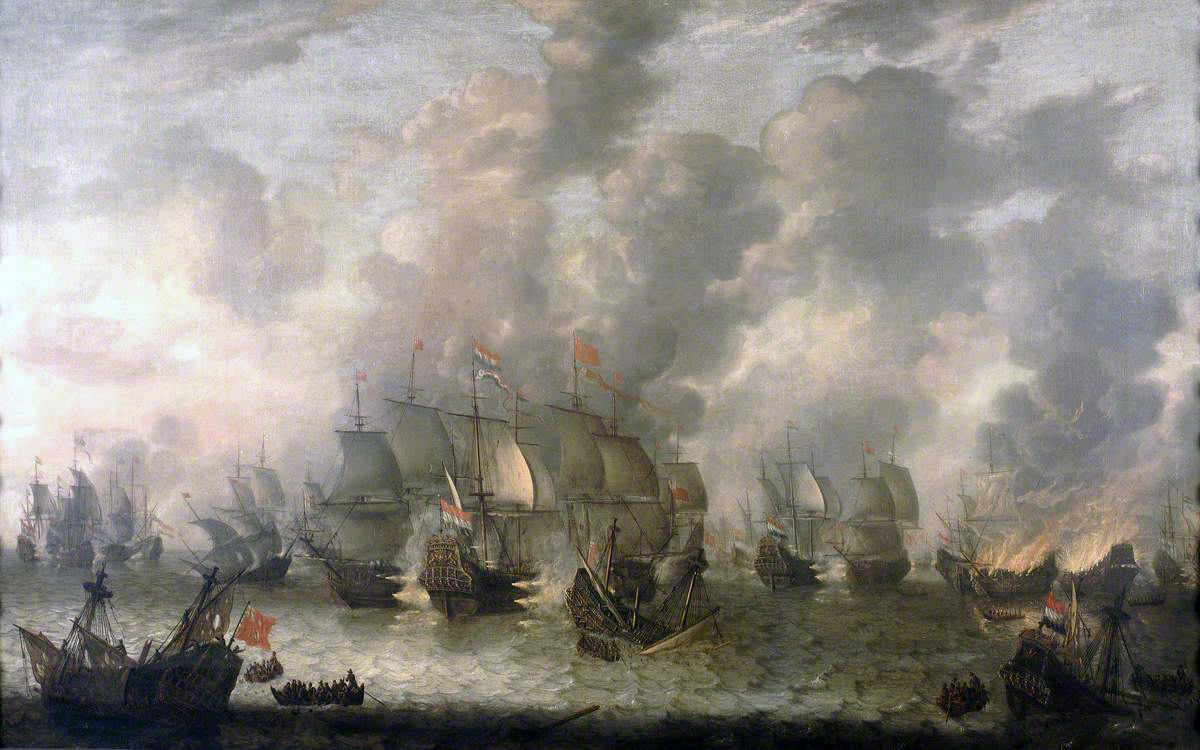
스케베닝겐 전투, 베일 스트라텐 작

1652년 양국은 교전을 벌이게 되었다. 1653년에 영국 해군은 포틀랜드 전투, 가바도 전투, 그리고 스케베닝겐 전투의 승리와 자국 영해 전투에서 압도적인 힘을 보였다. 원래는 1651년 조례의 제한 조항을 무시한 네덜란드 선박에 대한 공격이 발단이었지만, 발트해와 지중해 같은 전장을 훨씬 떨어진 위치에서 네덜란드는 잉글랜드의 무역을 무력화시키고, 독점권을 쥐고 있었다. 영국과 네덜란드 양국은 서로의 목을 풀솜으로 묶는 다 같은 일을 하고 있었다. 결국 네덜란드는 조례를 인정하지 않을 수 없게 되었다.
1658년에 올리버 크롬웰이 죽고, 아들 리처드 크롬웰이 호국 경에 취임했지만, 군과의 알력으로 실각하고 이것이 왕당파의 기세에 불을 붙여 청교도 혁명의 종말과 왕정 복고를 가속화시켰다. 항해 조례는 왕정 복고 후에도 계속되었지만, 18세기 이후에는 여러 가지 제약이 가해졌다.

## 항해 조례의 폐지
이러한 제반 항해 조례는 점차적으로 강제성이 강해졌으며, 그것에 반발로 미국 독립 전쟁이 일어나자 조례는 심각한 위기에 봉착했다. 그런 위법 행위가 증가하자 수출 품목 열거는 1822년에 폐지되었다.
영국의 자유 무역 옹호자의 등장으로 항해 조례와 같이 보호 무역 정책이었던 곡물법이 1846년에 철폐되었다. 항해 조례도 1849년과 1854년에 철폐되었다.

## 참고 서적
- Craven, Wesley Frank, The Colonies in Transition, 1968
- Israel, J.I., "England's Mercantilist Response to Dutch World Trade Primacy, 1647–74," in: Conflicts of Empires. Spain, the Low Countries and the struggle for world supremacy 1585–1713. Hambledon Press, (1997)ISBN 1-85285-161-9, pp. 305–318
- Ransom, Roger L. "British Policy and Colonial Growth: Some Implications of the Burden from the Navigation Acts," Journal of Economic History, September 1968, Vol. 28 Issue 3, pp 427–35
- Sawers, Larry. "The Navigation Acts revisited," Economic History Review, May 1992, Vol. 45 Issue 2, pp 262–284
- Thomas, Robert P. "A Quantitative Approach to the Study of the Effects of British Imperial Policy of Colonial Welfare: Some Preliminary Findings," Journal of Economic History 1964 25(4): 615–638.
- Walton, Gary M. "The New Economic History and the Burdens of the Navigation Acts," Economic History Review, November 1971, Vol. 24 Issue 4, pp 533–542

## 같이 보기
- 존스액트